# Duke Snider
Edwin Donald Snider, detto Duke (Los Angeles, 19 settembre 1926 – Escondido, 27 febbraio 2011), è stato un giocatore di baseball statunitense di ruolo esterno nella Major League Baseball (MLB). È stato introdotto nella National Baseball Hall of Fame nel 1980.

## Carriera
Snider debuttò con i Brooklyn Dodgers nel 1947, giocando 39 gare quell'anno e diventando presto amico di Jackie Robinson. Divenne stabilmente titolare nel 1949 battendo 23 home run e qualificandosi per le World Series coi Dodgers, in una squadra che vedeva la presenza di stelle come Roy Campanella, Billy Cox, Carl Erskine, Pee Wee Reese e Robinson. Snider fu spesso paragonato ad altri due esterni di centro di New York, gli Hall of Famer Mickey Mantle e Willie Mays.
Snider fu convocato per il primo All-Star Game nel 1950. Tra il 1953 e il 1957 batté sempre almeno 40 fuoricampo. Nel 1955 si classificò secondo dopo una votazione controversa nel premio di MVP della National League dietro al compagno Campanella. Coi Dodgers conquistò le World Series nel 1955, il loro unico titolo a Brooklyn, e nel 1959, dopo il trasferimento a Los Angeles, quando ormai i suoi numeri avevano iniziato a declinare. Nel 1963 fu ceduto ai New York Mets, dove fu convocato per l'ottavo e ultimo All-Star Game. Fu nuovamente ai San Francisco Giants dopo che chiese di passare in una squadra che lottava per il titolo, ritirandosi dopo la stagione 1964. Nel 1999, The Sporting News inserì Snider all'84º posto nella classifica dei migliori cento giocatori di tutti i tempi.

## Palmarès

### Club
- World Series: 2

Brooklyn Dodgers: 1955
Los Angeles Dodgers: 1959

### Individuale
- MLB All-Star: 8

1950–1956, 1963
- Leader della National League in fuoricampo: 1

1956
- Leader della National League in punti battuti a casa: 1

1955
- Numero 4 ritirato dai Los Angeles Dodgers